# Paranormal
Paranormal – polska grupa muzyczna grająca alternatywnego rocka, powstała w Kraśniku.
Zespół zadebiutował w 2002 roku, a w 2004 wydał swój jedyny album, zatytułowany po prostu Paranormal. Wyróżnieniem dla zespołu było zajęcie 2 miejsca w Festiwalu TOPtrendy w 2004 roku. Zespół zawiesił działalność.

## Skład
- Paweł Szutta - wokal
- Marek Kuć - gitary, programowanie
- Piotr Surowiec - instrumenty klawiszowe, programowanie
- Robert Pielaszkiewicz - instrumenty klawiszowe
- Grzegorz Siwiec - perkusja
- Michał Wrzos - bas

## Dyskografia
- (2004) Paranormal